# 齊柏林飛船

LZ 127「齊柏林伯爵號」飛船

齊柏林飛船（德語：Zeppelin，發音：[ˈtsɛpəliːn] ⓘ）是一種或一系列硬式飛船的總稱，是著名的德國飛船設計家斐迪南·冯·齐柏林伯爵在20世紀初期以大衛·舒瓦茲所設計的飛船為藍本，進一步發展而來。由於這系列飛船的成功，「齊柏林飛船」甚至成為當代稱呼此類飛船時所用的代名詞。
在當時，巨型飛船主要的用途涵蓋了民用與軍事兩種領域。民用方面，德意志飛船運輸公司可以被視為是現代商業航空界的鼻祖，在第一次世界大戰爆發前曾非常活躍過。大戰爆發後，各國軍事將領們注意到飛船先进的運用性，因此改將其投入到戰場上，擔任空中轟炸和偵察斥候的任務。
第一次世界大戰後德國敗戰，曾一度讓齊柏林飛船的營運陷入泥沼，但胡戈·埃克納繼承已逝的齊柏林伯爵遺志，在1920年代復興了齊柏林飛船，並且在1930年代達到顛峰。在當時，包括LZ127「齊柏林伯爵號」（Graf Zeppelin）與LZ129「興登堡號」等幾艘膾炙人口的巨型飛船，在跨大西洋的歐美航線上都有豐富的獲利。但不料，1937年時興登堡號在美國紐澤西州失火墜毀，也就是著名的「興登堡空難」，在那之後包括齊柏林飛船在內的整個飛船運輸產業急速沒落，不久之後就被新興的民航機給取代了。

## 主要特徵

粉紅色的橢圓形代表LZ 127內的氫囊，深紅色的部份代表合成氣囊。在全分辨率的圖片中標籤了更多的部件。

齊柏林飛船最重要的部份是輕合金環和縱樑組成的硬式骨架。该設計令單個壓力外殼內有輕微的過大壓力，以維持它們的形狀。這種設計的令齊柏林飛船的可以造得比軟式飛船更大。齊柏林飛船骨架多由鋁合金製成。
第一架齊柏林飛船的形狀是一個長圓柱體加上錐形的末端複雜的多面尾翼。在第一次世界大戰期間，Schütte-Lanz Luftschiffbau為了領先其他的競爭公司，飛船的設計被改為更為人熟悉的流線造型與十字形尾翼，幾乎所有後來的飛艇都有使用這個設計。在外殼內，數個獨立的「氣囊」裝有比空氣輕的氣體，大多數硬式飛船的氣囊由多層用來分隔開金箔的牛大腸膜製成。
固定在齊柏林飛船骨架的吊艙外有引擎負責推動飛船前進，當中有少部分提供反向推力，方便停泊。乘客和機組人員會被安排到位於骨架底部一個相對地細小的隔間，但後來的飛船為了符合空氣動力學，所以不會包含一個完整的居住空間，而會將乘客和機組人員的間隔放在外殼內。

## 第一次世界大戰後興建的齊柏林飛船
| 生產號碼 | 名稱                                       | 用途                                       | 首飛日期                                   | 備註 | 圖片 |
| -------- | ------------------------------------------ | ------------------------------------------ | ------------------------------------------ | --- | ---- |
| LZ120    | 博登湖號 （Bodensee）                      | 民用; 於意大利: ?                          | 1919年8月20日                              | 包括可選的頭等艙; 被DELAG使用直至1921年, 隨即被下令改名為Esperia (下圖) 並轉移到意大利作為戰爭賠償。於1921年12月25日由Staaken到達羅馬。 |      |
| LZ121    | 北極星號 （Nordstern）                     | 民用（義務）; 於法國: ?                    | 1921年6月13日                              | 用於定期航班至斯德哥爾摩; 被下令轉移到法國作為戰爭賠償。 |      |
| LZ122    | 沒能實現（被第一次世界大戰同盟國禁止興建） | 沒能實現（被第一次世界大戰同盟國禁止興建） | 沒能實現（被第一次世界大戰同盟國禁止興建） | 沒能實現（被第一次世界大戰同盟國禁止興建） |      |
| LZ123    | 沒能實現（被第一次世界大戰同盟國禁止興建） | 沒能實現（被第一次世界大戰同盟國禁止興建） | 沒能實現（被第一次世界大戰同盟國禁止興建） | 沒能實現（被第一次世界大戰同盟國禁止興建） |      |
| LZ124    | 沒能實現（被第一次世界大戰同盟國禁止興建） | 沒能實現（被第一次世界大戰同盟國禁止興建） | 沒能實現（被第一次世界大戰同盟國禁止興建） | 沒能實現（被第一次世界大戰同盟國禁止興建） |      |
| LZ125    | 沒能實現（被第一次世界大戰同盟國禁止興建） | 沒能實現（被第一次世界大戰同盟國禁止興建） | 沒能實現（被第一次世界大戰同盟國禁止興建） | 沒能實現（被第一次世界大戰同盟國禁止興建） |      |
| LZ126    | 洛杉磯號 （USS Los Angeles ZR-3）          | 實驗、軍用                                 | 1924年8月27日                              | 由美國下訂。1924年10月15日上午9時52分，它在歷經81小時又2分鐘的飛行之後，由腓特烈港飛抵雷克霍斯特海軍航空工程站（Naval Air Engineering Station Lakehurst）。洛杉磯號是美國最成功的飛船之一，在美國海軍服務期間擁有幾乎達4,400小時的成功飛行記錄。最終在1940年8月時拆除。 |      |
| LZ127    | 齊柏林伯爵號 （Graf Zeppelin）             | 民用                                       | 1928年9月18日                              | 史上最成功的飛艇；曾擔負北美洲至南美洲之間的定期航班任務；於1929年進行世界行迴飛行；1931年進行北極之旅。於1940年在赫爾曼·戈林的命令下拆除。 |      |
| LZ128    | 其建造因計畫決選了LZ129而被放棄            | 其建造因計畫決選了LZ129而被放棄            | 其建造因計畫決選了LZ129而被放棄            | 其建造因計畫決選了LZ129而被放棄 |      |
| LZ129    | 興登堡號 （首艘興登堡級飛船）              | 民用                                       | 1936年3月4日                               | 原本預計使用氦氣代替易燃的氫氣作為浮力源，但卻因氦氣主要生產國美國拒絕提供而作罷。 曾擔負南北美洲之間定期航班的任務。1937年5月6日於興登堡空難中全毀。 |      |
| LZ130    | 齊柏林伯爵二號 （第二艘興登堡級飛船）      | 民用                                       | 1938年9月14日                              | 總飛行次數30次（36,550公里，409小時），主要用作飛行試驗，但也同時擔負位在英國海岸和波蘭/德國邊境的電子戰和無線電攔截任務。於1939年8月20日最後一次飛行。於1940年被赫爾曼·戈林下令拆除。                                                                                  |      |
| LZ131    | 沒有完成                                   | 沒有完成                                   | 沒有完成                                   | 沒有完成 |      |

## 外部連結
- Airships.net: The Hindenburg and other Zeppelins （页面存档备份，存于）
- How did London civilians respond to the German airship raids of 1915?
- Zeppelin NT in the World and Technical Data
- Airships.net – Illustrated history of passenger Zeppelins （页面存档备份，存于）
- eZEP.de – The webportal for Zeppelin mail and airship memorabilia
- Zeppelin Post Journal – Quarterly publication for Zeppelin mail and airship memorabilia
- Zeppelin Luftschifftechnik GmbH – The original company, now developing the Zeppelin NT （页面存档备份，存于）
- Dark Autumn: The 1916 German Zeppelin Offensive （页面存档备份，存于）